# SNRPA1
SNRPA1‏ (Small nuclear ribonucleoprotein polypeptide A') هوَ بروتين يُشَفر بواسطة جين SNRPA1 في الإنسان.

## التفاعل
لقد ثبت أن SNRPA1 يتفاعل مع CDC5L.